# Buraka Som Sistema
«Buraka Som Sistema» — португальская (португальско-ангольская) электроник-/рэп-группа, созданная в 2006 году в Лиссабоне. На музыку коллектива значительно повлиял жанр кудуро — ангольский танцевально-музыкальный стиль. Лауреаты премии «MTV Europe Music Awards» 2008 года в номинации «Лучший португальский исполнитель», были также номинированы в категории «Лучший европейский исполнитель».
Название группы в переводе означает «аудиосистема Бураки». Бурака — фрегезия в составе лиссабонской агломерации, существенная часть населения которой являются потомками иммигрантов из Анголы и Мозамбика.

## История
Группа была образована в 2006 году в небогатом пригороде Лиссабона Амадора. В её состав вошли Жуан «LilJohn» Барбоса (порт. João Barbosa), Руи «Riot» Пите (порт. Rui Pité) и Калаф «Kalaf» Ангело (порт. Kalaf Ângelo), сотрудничавшие друг с другом на музыкальной сцене ещё с 2002 года, а также вскоре присоединившийся к ним Андро «Conductor» Карвальо (порт. Andro Carvalho), ранее бывший известным как участник экспериментальной хип-хоп-группы «Conjunto Ngonguenha». Постоянной вокалисткой группы становится Карла «Блайя» Родригеш (порт. Carla Rodrigues).
Ключевой особенностью коллектива становится сочетание в своей музыке ритмов в жанре кудуро — уличного музыкального стиля, появившегося в Анголе в 1980-х годах. «Buraka Som Sistema» быстро приобрели известность в Португалии, выступая с концертами в ночных клубах и на летних фестивалях. Положительные оценки критиков получили выпущенные в 2007 году дебютный мини-альбом «From Buraka To The World» и сингл «Yah!» (2007), попавший в ротации местных радиостанций. Вышедший в 2008 году дебютный полноформатный альбом «Black Diamond» также снискал хвалебные отзывы со стороны музыкальных критиков. Группа выступает с гастролями в Анголе, Мозамбике, США, России (Москва), Японии и в странах Латинской Америки.
В 2008 году «Buraka Som Sistema» становятся лауреатами премии «MTV Europe Music Awards» в номинации «Лучший португальский исполнитель». В том же году была выпущена одна из наиболее известных песен группы «Kalemba (Wegue Wegue)»: она выходит на первую строчку хит-парада соседней Испании, а также входит в официальный саундтрек компьютерных игр «Need for Speed: Shift» и «FIFA 10».

## Дискография

### Альбомы
- «Black Diamond» (2008) —  POR #7,  BEL #54
- «Komba» (2011) —  POR #4
- «Buraka» (2014)

### EP
- «From Buraka To The World» (2007)
- «Sound Of Kuduro Remix» (2008)

### Синглы
- «Buraka Som Sistema» (2006)
- «Yah!» (2007)
- «Kalemba (Wegue Wegue) feat. Pongolove» (2008) —  SPA #1[8],  POR #1[11]
- «Sound Of Kuduro» (2008)
- «Restless» (2009)
- «Aqui Para Vocês» (2009) —  POR #10[12]
- «IC 19» (2009)
- «Buffalo Stance» (2010)
- «(We Stay) Up All Night» (feat. Blaya & Roses Gabor) (2011) —  POR #10,  EU #91[13]
- «Hangover (BaBaBa)» (2011)
- «Tira O Pe» (2012)
- «Bota» (feat. Karol Conka) (2013)
- «Stoopid» (2014)

### Компиляционные альбомы
- «Bandas Míticas» (2011)
- «Buraka Som Sistema» (2012)